# Thunbergia heterochondros
Thunbergia heterochondros är en akantusväxtart som först beskrevs av Gottfried Wilhelm Johannes Mildbraed, och fick sitt nu gällande namn av Vollesen. Thunbergia heterochondros ingår i släktet thunbergior, och familjen akantusväxter. Inga underarter finns listade i Catalogue of Life.